# Krisna antaea
Krisna antaea är en insektsart som beskrevs av Rauno E. Linnavuori och Quartau 1975. Krisna antaea ingår i släktet Krisna och familjen dvärgstritar. Inga underarter finns listade i Catalogue of Life.